# 동래봉생병원
동래봉생병원은 부산광역시 동래구 안연로 109번길 27에 위치한 정화의료재단 산하 종합병원이다.

## 연혁
- 1990년 6월 2일 동래봉생병원 개원 (부산 동래구 안락동)
- 1991년 10월 제1별관 완공
- 1993년 4월 9일 제2별관 완공
- 1993년 9월 1일 의료법인 정화의료재단으로 법인 전환
- 1996년 3월 제3별관을 완공
- 2004년 11월 3일 신관 완공
- 2006년 7월 8일 본관 증축

## 같이 보기
- 김원묵기념 봉생병원